# Venterstad
Venterstad egy település Dél-Afrika Kelet-Fokföld tartományban, Joe Gqabi kerületben.
A város Norvalsponttól 43 km-re délkeletre és Burgersdorptól 65 km-re nyugatra. 1875-ben alapították, önkormányzati státuszát rá húsz évre, 1895-ben nyerte el. 
A település Gariep helyi önkormányzat részét képezi, aminek székhelye Burgersdorp. A város és környéke egészségügyi ellátását A Venterstad Clinic szolgálja ki, ami korábban önkormányzati tulajdonban volt, de 2010 óta a Kelet-Fokföld tartomány Egészségügyi Alkerületi Hivatala irányítja.

## Híres szülöttei
- Theuns Jordaan, afrikaans nyelvű énekes

## Fordítás
Ez a szócikk részben vagy egészben  a   Venterstad című angol Wikipédia-szócikk ezen változatának fordításán alapul.  Az eredeti cikk szerkesztőit annak laptörténete sorolja fel. Ez a jelzés csupán a megfogalmazás eredetét és a szerzői jogokat jelzi, nem szolgál a cikkben szereplő információk forrásmegjelöléseként.